# Жагуарібі
Жагуарібі (порт. Rio Jaguaribe) — річка Південної Америки, у північно-східній частині Бразилії, протікає територією штату Сеара і є найбільшою його водною артерією. Впадає в Атлантичний океан та належить до його водного басейну.

## Географія

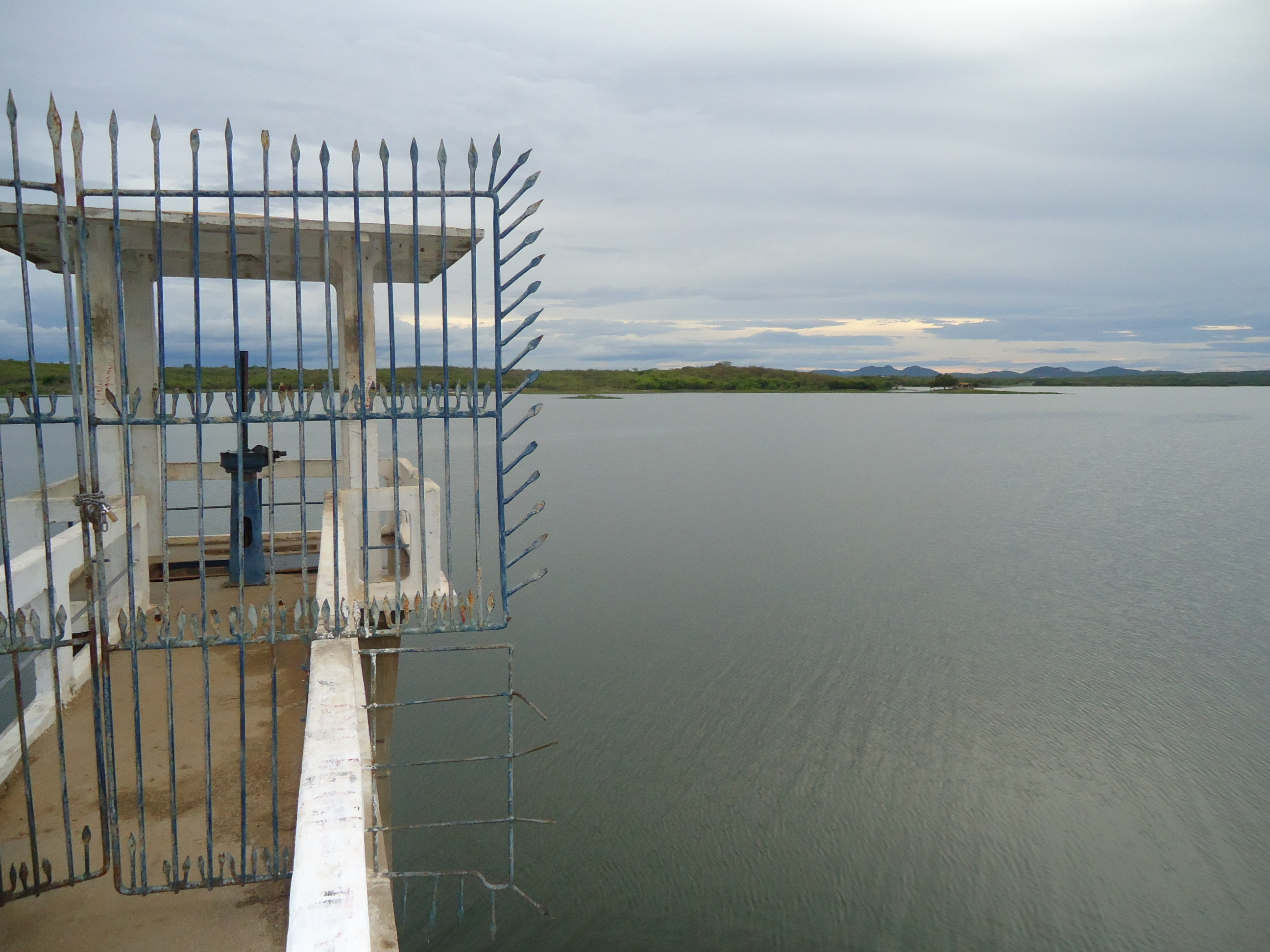
Гребля Жоакім Тавора на річці поблизу міста Жагуарібі

Річка починає свій витік на схилах плато Сьєрра-да-Жоанінга, в центрально-південній частині штату Сеара: за одними даними від злиття річок Карапатейро та Трікі, за 5 км на південь від міста Тауа, на висоті 383 м над рівнем моря і має довжину — 530 км; за іншими даними: від витоку річки Карапатейро за 8 км на північний захід від містечка Ріашан-ду-Банабую, на висоті 663 м над рівнем моря і має довжину — 633 км. Ще за деякими даними річка починається за три десятки кілометрів на північ — північний захід від міста Тауа, на плато Сьєрра-Гранді (5°41′0″ пд. ш. 40°23′0″ зх. д. / 5.68333° пд. ш. 40.38333° зх. д.), на висоті 460 м і має довжину — 560 км. Русло Жагуарібі повністю розташоване на території штату Сеара. У верхів'ї тече, в основному у південному, південно-східному напрямках, після міста Сабуейру — повертає на схід, а після міста Ігуату повертає на північ — північний схід та впадає в Атлантичний океан поблизу міст Фортін та Барра.
Вододіл річки майже повністю знаходиться у межах штату Сеара, і тільки невелика частина його розташована у штаті Пернамбуку, в муніципалітетах Ешу, Морекамбе та Серріта. Площа водного басейну 75 669 км², що становить близько 51,9% від загальної площі штату Сеара. Середній похил русла річки від витоку до гирла — 1,05 м/км, максимальний перепад висот 663 м. Середньорічна витрати води недалеко від гирла (місто Аракаті) — 190 м³/c.

### Гідрологія
Спостереження за водним режимом Жагуарібі проводилось протягом 23-х років (1961–1983) на станції у містечку Пейші-Ґорду, розташованого приблизно за 150 км від гирла, впадіння річки в океан. Середньорічна витрата води яка спостерігалася тут за цей період — 117 м³/с, для водного басейну 48 200 км², що становить близько 64% від загальної площі басейну річки. За період спостереження встановлено, що повінь у березні — травні, максимальна — у квітні. Живлення річки — переважно дощове. Мінімальний середньомісячний стік за весь період спостереження становив 1 м³/с (у листопаді), що становить менше 0,2% від максимального середньомісячного стоку, який за весь період спостереження становив — 554,8 м³/с (у квітні). За весь період спостереження, абсолютний мінімальний місячний стік (абсолютний мінімум) у самі посушливі роки становив близько 0 м³/с (у всі місяці року крім червня та липня), тобто річка пересихала; абсолютний максимальний місячний стік (абсолютний максимум) становив 3 211 м³/с (у квітні). Наведенні величини мінімального і максимального стоків свідчать про надзвичайно високу амплітуду сезонних та річних коливань рівня води, від повного пересихання до бурхливих повеней, які затоплюють навколишні землі. Величина прямого стоку в цілому по басейну порівняно невелика і становить всього — 76 міліметра на рік.

## Притоки
Найбільші притоки річки Жагуарібі (від витоку до гирла): Салґаду (308 км, права), Ріу-Фіґейреду (права), Ріу-Банабую (189 км, ліва), Ріу-Палгану (ліва).

## Населенні пункти
Найбільші населені пункти на берегах річки Жагуарібі (від витоку до гирла): Тауа, Сабуєйру, Жукас, Каріус, Ігуату, Орос, Жагуарібі, Жагуарібара, Сан-Жуан-ду-Жагуарібі, Пейші-Ґорду, Кишере, Жагуаруана, Ітайсаба, Аракаті, Фортін, Барра.